# Narella gilchristi
Narella gilchristi är en korallart som först beskrevs av Thomson 1911.  Narella gilchristi ingår i släktet Narella och familjen Primnoidae. Inga underarter finns listade i Catalogue of Life.